# Blocklav
Blocklav (Porpidia macrocarpa) är en lavart som först beskrevs av Augustin Pyrame de Candolle, och fick sitt nu gällande namn av Hertel & A. J. Schwab. Blocklav ingår i släktet Porpidia och familjen Lecideaceae.  Arten är reproducerande i Sverige. Inga underarter finns listade i Catalogue of Life.

## Källor

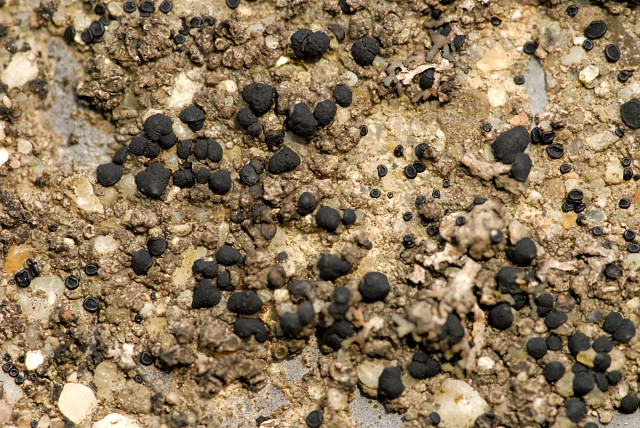
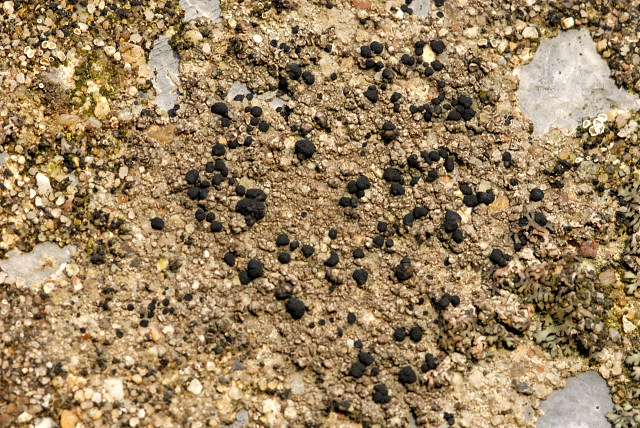